# NGC 5267
NGC 5267 је спирална галаксија у сазвежђу Ловачки пси која се налази на NGC листи објеката дубоког неба.
Деклинација објекта је + 38° 47' 40" а ректасцензија 13h 40m 40,0s. Привидна величина (магнитуда) објекта NGC 5267 износи 13,5 а фотографска магнитуда 14,3. NGC 5267 је још познат и под ознакама UGC 8655, MCG 7-28-49, CGCG 218-36, PGC 48393.